# Book of Secrets
Book of Secrets è il secondo album pubblicato dalla band heavy metal Balance of Power, nel 1998.

## Il disco
Secondo album dopo il loro debut "When the World Falls Down" per i britannici Balance Of Power che offrono un heavy/prog molto vario nel songwriting. Il suono è alle volte drammatico altre aggressivo. Questo lavoro vede l'arrivo del nuovo cantante Lance King che ci rimarrà tuttora. Le lyrics sono composte da Tony Ritchie, presente nei backing vocals, che si è basato sui racconti incentrati sulla Bibbia pensati dagli altri membri del gruppo.
Un intro recitato da Rob Brown con in sottofondo dei sinistri tuoni preannuncia, in un mondo in cui non si temono conseguenze per le proprie azioni, né tantomeno vi è alcun rispetto per la vita o per Dio, un affollato deserto di anime perdute; grazie alla sua atmosfera rappresenta l'ideale introduzione per "Walkin on top of the world", traccia dalla tipica fattura prog, in cui i Balance Of Power mostrano la loro tecnica. Qui compare di nuovo la voce narrante che, riapparendo anche successivamente nel disco, riesce a dare all'intero lavoro un tocco di epicità. Tocca poi alla title track, "Book of secrets" aperta da un giro di tastiere e da un acuto di Lance, seguiti da un riff heavy accompagnato da un rullo di batteria: poi di nuovo tocca alla voce narrante che funge da apripista perfetta ad un assolo. D'altronde come W"hen heaven calls your name" costruita all'inizio dal binomio tastiera-voce narrante in cui i vocals del singer riescono a trasmettere delle profonde e malinconiche emozioni.
Segue "It's not over", traccia in cui sono evidenti le sonorità anni '80, molto simile allo stile degli Stryper: nonostante l'apprezzabile lavoro alle tastiere e le parti corali, non riesce però ad essere sullo stesso piano delle altre. Non poteva mancare la classica ballad, "Do you dream of angels" che dopo un attacco strumentale di tastiera, chitarra, batteria rallenta i propri tempi con la voce di Lance accompagnata solo da alcuni accordi di chitarra. Nella traccia successiva "Seven days into nevermore" il suono è decisamente più heavy caratterizzato da riff in sintonia con il tema trattato (We don't know with what weapons world war three will be fought / But world war four will be fought with sticks and stones / This is not the end of predicted danger). Con "Miracles and dreams" e "Stranger days (to come)" si torna ad un suono tipicamente prog.

## Tracce
1. Desert of Lost Souls
2. Walking on Top of the World
3. Book of Secrets
4. When Heaven Calls Your Name
5. It's Not Over
6. Do You Dream of Angels
7. Seven Days to Nevermore
8. Miracles and Dreams
9. Stranger Days (To Come)

## Formazione
- Lance Kinge - voce
- Pete Southern - chitarra
- Bill Yates - chitarra
- Ivan Gunn - tastiere
- Chris Dale - basso
- Lionel Hicks - batteria

Altri musicisti
- Tony Ritchie - voce
- Tony O'Hara - voce
- Rob Brown - narratore